# Шелан (округ, Вашингтон)
Шаблон:StateAbbr_ 47°53′ пн. ш. 120°38′ зх. д. / 47.88° пн. ш. 120.64° зх. д.
Округ  Шелан (англ. Chelan County) — округ (графство) у штаті Вашингтон, США. Ідентифікатор округу 53007.

## Історія
Округ утворений 1899 року.

## Демографія
За даними перепису 2000 року загальне населення округу становило 66616 осіб, зокрема міського населення було 41311, а сільського — 25305. Серед мешканців округу чоловіків було 33158, а жінок — 33458. В окрузі було 25021 домогосподарство, 17356 родин, які мешкали в 30407 будинках. Середній розмір родини становив 3,14.
Віковий розподіл населення поданий у таблиці:
| Стать    | До 15 років | 15-21 | 22-29 | 30-39 | 40-49 | 50-65 | 65-85 | Понад 85 |
| -------- | ----------- | ----- | ----- | ----- | ----- | ----- | ----- | -------- |
| Чоловіки | 7804        | 3589  | 2947  | 4534  | 5296  | 4999  | 3566  | 423      |
| Жінки    | 7535        | 3143  | 2950  | 4472  | 5117  | 4988  | 4381  | 872      |

## Суміжні округи
- Оканоган — північний схід
- Дуглас — схід
- Кіттітас — південь
- Кінг — південний захід
- Сногоміш — захід
- Скеджіт — північний захід

## Виноски
1. ↑  U.S. Decennial Census. United States Census Bureau. Архів оригіналу за 26 квітня 2015. Процитовано 7 січня 2014.
2. ↑  Historical Census Browser. University of Virginia Library. Архів оригіналу за 16 серпня 2012. Процитовано 7 січня 2014.
3. ↑  Population of Counties by Decennial Census: 1900 to 1990. United States Census Bureau. Архів оригіналу за 2 лютого 2019. Процитовано 7 січня 2014.
4. ↑  Census 2000 PHC-T-4. Ranking Tables for Counties: 1990 and 2000 (PDF). United States Census Bureau. Архів оригіналу (PDF) за 18 грудня 2014. Процитовано 7 січня 2014.
5. ↑  State & County QuickFacts. United States Census Bureau. Архів оригіналу за 30 січня 2016. Процитовано 7 січня 2014. [Архівовано 2011-08-06 у Wayback Machine.](англ.) Наведено за англійською вікіпедією.
6. ↑  American FactFinder. Бюро перепису населення США. Архів оригіналу за 26 лютого 2012. Процитовано 31 січня 2008. [Архівовано 2008-05-21 у Wayback Machine.]

| США | Це незавершена стаття з географії США. Ви можете допомогти проєкту, виправивши або дописавши її. |